# Amazing Dreams
「Amazing Dreams」(アメイジングドリームズ)は、日本のロックバンドSWANKY DANKの楽曲。メジャー初にして5作目のシングルとしてエイベックス・エンタテインメント内のレーベルcutting edgeより2018年3月28日にリリースされた。

## 概要
- 5作品目のシングル。
- メジャーデビュー後初のシングル。
- 品番:CTCR-40394B

## チャート成績
- オリコン2018年4月9日付の週間ランキングで最高114位を記録[2]。

## 収録曲
1. Amazing Dreams
  - 作詞・作曲：KOJI 編曲：SWANKY DANK/鈴木Daichi秀行

テレビ東京系テレビアニメ『ブラッククローバー』第2クールエンディングテーマ[3]
2. Hurts
  - 作詞・作曲：KOJI 編曲：鈴木Daichi秀行
3. Home
  - 作詞・作曲：YUICHI 編曲：鈴木Daichi秀行